# Irish Open 1928
Die Irish Open 1928 waren die 22. Austragung dieser internationalen Meisterschaften von Irland im Badminton. Sie fanden Anfang Februar 1928 in Belfast statt.

## Finalergebnisse
| Disziplin    | Sieger                                  | Finalist                            | Ergebnis          |
| ------------ | --------------------------------------- | ----------------------------------- | ----------------- |
| Herreneinzel | Albert Edward Harbot                    | T. P. Dick                          | 15-6, 15-3        |
| Dameneinzel  | Marjorie Barrett                        | D. Pilkington                       | 11-4, 11-2        |
| Herrendoppel | Albert Edward Harbot George Alan Thomas | Willoughby Hamilton Arthur Hamilton | 15-5, 15-6        |
| Damendoppel  | Marjorie Barrett Violet Elton           | Marian Horsley L. W. Myers          | 15-8, 15-10       |
| Mixed        | Albert Edward Harbot Violet Elton       | Frank Hodge Marjorie Barrett        | 12-15, 15-5, 15-8 |

## Referenzen
- The Times (London), 6. Februar 1928, S. 6